# Potenziale di riscaldamento globale
Il potenziale di riscaldamento globale (abbreviato con GWP dall'inglese global warming potential) esprime il contributo all'effetto serra di un gas serra relativamente all'effetto della CO2, il cui potenziale di riferimento è pari a 1. Ogni valore di GWP è calcolato per uno specifico intervallo di tempo (in genere 20, 100 o 500 anni).

## Descrizione

### Calcolo
Il GWP è calcolato considerando il potenziale contributo all'effetto serra delle molecole di ogni specie gassosa presente in un'emissione in atmosfera. Il singolo contributo molecolare è il fattore di impatto (in inglese, IF, impact factor).
L'IS tiene conto di tutti i singoli IF e delle abbondanze relative delle rispettive sostanze. Quello che succede nella pratica è sintetizzabile con questa formula:
{\displaystyle IS=\sum _{i=1}^{n}[A_{i}]\cdot {(IF)}_{i}}
Dove:
{\displaystyle [A_{i}]} è la concentrazione della specie i-esima; {\displaystyle (IF)_{i}} è il fattore del potenziale di riscaldamento globale dell'emissione su di un orizzonte temporale prefissato della specie i-esima.
L'IF non è un dato di semplice comprensione e non è quasi mai il frutto di calcoli immediati ma, piuttosto, deriva da complessi quanto laboriosi passaggi matematici.
Per semplificare, considerando la nostra emissione gassosa, essa sarà costituita da una miscela di gas. Ciascun gas sarà caratterizzato da un IF calcolato sulla base del potenziale effetto serra della CO2 (che quindi avrà IF=1). Considerando il GWP100, il metano ha IF=25, ovvero in un periodo di cento anni una molecola di metano ha un potenziale effetto serra in atmosfera uguale a venticinque molecole di anidride carbonica. Moltiplicando la concentrazione di metano presente nell'emissione per 25, si otterrà l'IS del metano, ovvero il singolo contributo del metano all'effetto serra.

### Valori
Orizzonte temporale 100 anni.
| composto        | GWP   | note                         |
| --------------- | ----- | ---------------------------- |
| R-744 (CO2)     | 1     | riferimento                  |
| R-11            | 4750  | clorofluorocarburo           |
| R-12            | 10900 | clorofluorocarburo           |
| R123            | 77    | idroclorofluorocarburo       |
| R-134a          | 1430  | idrofluorocarburo            |
| R-22            | 1810  | idroclorofluorocarburo       |
| R-236FA         | 9810  | idrofluorocarburo            |
| R-290 (propano) | 3     | idrocarburo                  |
| R-32            | 675   | idrofluorocarburo            |
| R-407C          | 1774  | miscela di R32, R125 e R134a |
| R-410a          | 2088  | miscela di R32 e R125        |
| R-500           | 8077  | miscela di R12 e R152a       |
| R-454B          | 467   | miscela di HFC/HFO           |
| R-502           | 4657  | miscela di R22 e R115        |
| CH4 (metano)    | 25    | idrocarburo                  |